# Shappa
Shappa je muzički projekat Skaj Viklera (Bad Copy) i Hornsman Kojota (Ajzbern) uz pomoć francuskog rege muzičara King Kajla (King Kyll). Njihov istoimeni pilot projekat je izbačen u prodaju u aprilu 2005. u izdanju Amonajt rekordsa. Ubrzo su počele da kruže spekulacije o „Shappa 2“ projektu, ali on do danas nije realizovan. Shappa predstavlja miks ruts rege (roots reggae), dab, denshol (dancehall) i hip hop zvuka. Snimljen je i jedan spot za pesmu „Music warriors“. Pored navedenih izvođača u projektu Shappasu učestvovali Vukašin iz grupe Ajzbern (trombon na 3. i 9. pesmi), Sale (vokal na 6. pesmi), Mičkeš (bas gitara na 3. i 9. pesmi) i Yo-Van (gitara na 6. pesmi).

## Članovi grupe
- Hornsman Kojot :

-vokal
-trombon
-bas gitara
-gitara
- Skaj Vikler :

-vokal
-viola
-drum & bass programing
- King Kajl (King Kyl) :

-vokal

## Video
- Nekoliko reči članova grupe o projektu